# Кавиккьони, Беньямино
Беньямино Кавиккьони (итал. Beniamino Cavicchioni; 27 декабря 1836, Паго-Веяно, королевство Обеих Сицилий — 17 апреля 1911, Рим, королевство Италия) — итальянский куриальный кардинал и папский дипломат. Титулярный архиепископ Амиды с 21 марта 1884 по 11 января 1894. Апостольский делегат в Эквадоре, Перу и Боливии с 21 марта 1884 по 4 июля 1885. Титулярный архиепископ Нацианцо с 11 января 1894 по 22 июня 1903. Про-секретарь Священной Конгрегации Собора с 22 октября 1895 по 11 января 1900. Секретарь Священной Конгрегации Собора с 11 января 1900 по 22 июня 1903. Префект Священной Конгрегации образования с 11 марта 1910 по 17 апреля 1911. Кардинал-священник с 22 июня 1903, с титулом церкви Санта-Мария-ин-Арачели с 12 ноября 1903. 